# Камаґая

35°46′37″ пн. ш. 140°0′3″ сх. д. / 35.77694° пн. ш. 140.00083° сх. д.
Камаґа́я (яп. 鎌ケ谷市, かまがやし, МФА: [kamagaja ɕi̥]) — місто в Японії, в префектурі Тіба.

## Короткі відомості
Розташоване в північно-західній частині префектури. Виникло на основі середньовічного постоялого містечка та декількох сільських поселень раннього нового часу, якими пролягало старовинне пасовисько Коґане. Окрасою міста є статуя Камаґайського великого будди, зведена 1776 року. Основою економіки є сільське господарство, вирощування японських груш, виробництво бренді й віскі. Станом на 1 жовтня 2008 площа міста становила 21,11 км². Станом на 1 січня 2009 населення міста становило 105 289 осіб.